# 1. deild Wysp Owczych (2009)
W roku 2009 odbyła się 66. edycja 1. deild Wysp Owczych – drugiej ligi piłki nożnej Wysp Owczych. W rozgrywkach brało udział 10 klubów z całego archipelagu. Kluby z pierwszego i drugiego miejsca awansowały do Vodafonedeildin, a w tym sezonie były to VB/Sumba oraz B71 Sandoy. Drużyny z dwóch ostatnich miejsc (Skála ÍF oraz MB Miðvágur) automatycznie spadały do ligi trzeciej.

## Uczestnicy
| Uczestnicy 1. deild Wysp Owczych 2008                                                                         | Uczestnicy 1. deild Wysp Owczych 2008 | Uczestnicy 1. deild Wysp Owczych 2008 | Uczestnicy 1. deild Wysp Owczych 2008 |
| --- | ------------------------------------- | ------------------------------------- | ------------------------------------- |
| VBS | VB/Sumba                              | 3                                     |                                       |
| TB | TB Tvøroyri                           | 4                                     |                                       |
| VÍKII | Víkingur II Gøta                      | 5                                     |                                       |
| NSÍII | NSÍ II Runavík                        | 6                                     |                                       |
| B68 II | B68 II Toftir                         | 7                                     |                                       |
| HBII | HB II Tórshavn                        | 8                                     |                                       |
| Spadek z Formuladeildin 2008                                                                                  |                                       |                                       |                                       |
| B71 | B71 Sandoy                            | 9                                     |                                       |
| SKÁ | Skála ÍF                              | 10                                    |                                       |
| Awans z 2. deild Wysp Owczych 2008                                                                            |                                       |                                       |                                       |
| MB | MB Miðvágur                           | 2                                     |                                       |
| Nowi uczestnicy                                                                                               |                                       |                                       |                                       |
| FCH | FC Hoyvík                             |                                       |                                       |
| Oznaczenia: - kolumna pierwsza – skróty nazw drużyn, - kolumna trzecia – miejsce zajęte w poprzednim sezonie. |                                       |                                       |                                       |

## Tabela ligowa
| Lp. | Drużyna          | M  | Z  | R  | P  | Bramki | Bramki | Różn. | Pkt | Uwagi                    |
| --- | ---------------- | -- | -- | -- | -- | ------ | ------ | ----- | --- | ------------------------ |
| 1   | VB/Sumba (M) (A) | 27 | 16 | 6  | 5  | 67     | 40     | +27   | 54  | Awans do Vodafonedeildin |
| 2   | B71 Sandoy (A)   | 27 | 15 | 7  | 5  | 63     | 36     | +27   | 52  | Awans do Vodafonedeildin |
| 3   | TB Tvøroyri      | 27 | 14 | 5  | 8  | 58     | 48     | +10   | 47  |                          |
| 4   | HB II Tórshavn   | 27 | 13 | 6  | 8  | 56     | 39     | +17   | 45  |                          |
| 5   | Víkingur II Gøta | 27 | 9  | 10 | 8  | 46     | 39     | +7    | 37  |                          |
| 6   | B68 II Toftir    | 27 | 10 | 6  | 11 | 68     | 60     | +8    | 36  |                          |
| 7   | FC Hoyvík        | 27 | 11 | 1  | 15 | 37     | 53     | −16   | 34  |                          |
| 8   | NSÍ II Runavík   | 27 | 9  | 6  | 12 | 45     | 57     | −12   | 33  |                          |
| 9   | Skála ÍF (S)     | 27 | 9  | 5  | 13 | 38     | 41     | −3    | 32  | Spadek do 2. deild       |
| 10  | MB Miðvágur (S)  | 27 | 2  | 2  | 23 | 27     | 92     | −65   | 8   | Spadek do 2. deild       |